# Эскобоса, Алонсо
Хесус Алонсо Эскобоса Луго (исп. Jesús Alonso Escoboza Lugo; 22 января 1993, Лос-Мочис, Синалоа, Мексика) — мексиканский футболист, вингер клуба «Масатлан». Выступал за сборную Мексики.

## Клубная карьера
Эскобоса воспитанник клуба «Сантос Лагуна». В 2011 году Алонсо был включен в заявку на сезон. Не сыграв ни минуты и один раз появившись на скамейке запасных, он выиграл золотую медаль Клуасуры 2011, в основном выступая в Кубке Либертадорес и Лиге чемпионов КОНКАКАФ. 24 июля в матче против «Пачуки» он дебютировал в мексиканской Примере, заменив в конце встречи Орибе Перальту. В начале 2013 года Эскобоса на правах аренды перешёл в клуб Лиги Ассенсо «Некаксу». 4 января в матче против Лобос БУАП он дебютировал за новую команду. 25 апреля в поединке против «Веракрус» Алонсо сделал «дубль».
Летом 2013 года Эскобоса вернулся обратно в родной клуб. 24 августа в поединке против «Тихуаны» он забил свой первый гол за «Сантос Лагуна».

## Международная карьера
В 2013 году в составе молодёжной сборной Мексики Эскобоса стал чемпионом КОНКАКАФ среди молодёжных команд. На турнире он сыграл во всех матчах и забил два гола в ворота молодёжных команды Ямайки и Сальвадора. Летом 2013 года Алонсо поехал с молодёжной командой на чемпионат мира в Турцию. На турнире он сыграл в матчах против команд Греции, Парагвая и Мали. В матче против малийцев он отметился забитым мячом.
30 октября 2013 года в товарищеском матче против сборной Финляндии Эскобоса дебютировал за сборную Мексики. В той же встрече он забил свой первый гол за национальную команду.

## Достижения
Командные
 «Сантос Лагуна»
- Чемпионат Мексики по футболу — Клаусура 2011/2012
- Чемпионат Мексики по футболу — Клаусура 2015

Международные
 Мексика (до 20)
- Чемпионат КОНКАКАФ среди молодёжных команд — 2013